# Phaeostigma (Magnoraphidia) robustum
Phaeostigma (Magnoraphidia) robustum is een kameelhalsvliegensoort uit de familie van de Raphidiidae. De soort komt voor in Turkije.
Phaeostigma (Magnoraphidia) robustum werd voor het eerst wetenschappelijk beschreven door H. Aspöck & U. Aspöck in 1966.